# Bond Street (Westminster)

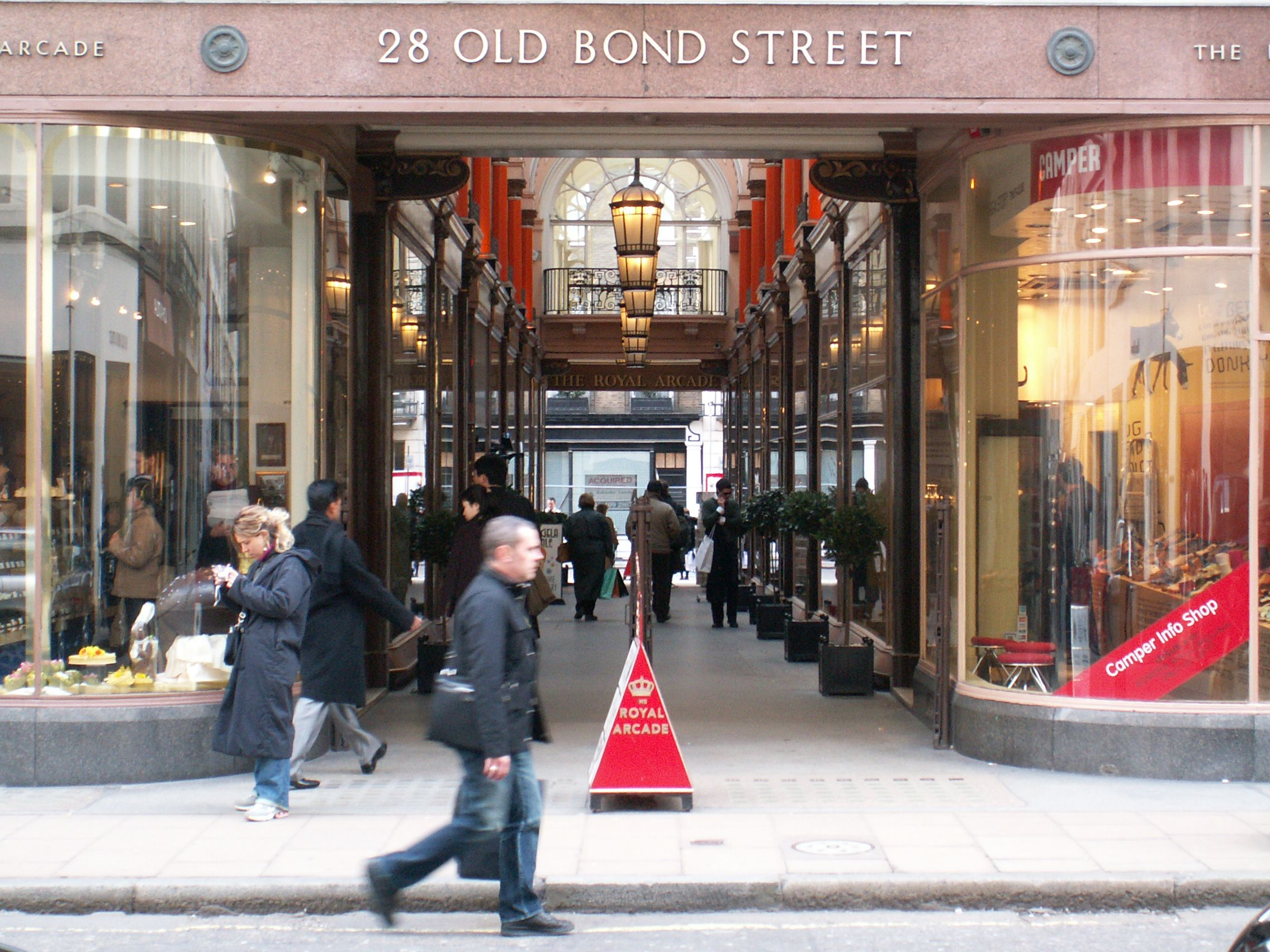
Een winkelpassage in Old Bond Street

Bond Street is een winkelstraat in het Londense district City of Westminster. Samen met onder andere Oxford Street en Regent Street behoort het tot de belangrijkste winkelstraten van het West End, waar veel modezaken en juweliers zijn gevestigd. Ook het bekende veilinghuis Sotheby's bevindt zich hier. De straat loopt van zuid naar noord.
In realiteit, de straat "Bond Street" bestaat niet; het zuidelijke deel Old Bond Street heet en het noordelijke deel New Bond Street heet.
De naam van de straat verwijst naar Thomas Bond, die hier in 1683 het destijds beroemde Clarendon House kocht, het gebouw sloopte en met een aantal compagnons het gebied opnieuw ontwikkelde. Hierbij ontstonden behalve Bond Street ook de nabijgelegen Dover Street en Albemarle Street.